# Maurizio Arrivabene
Maurizio Arrivabene (ur. 7 marca 1957 w Bresce) – Włoch, od listopada 2014 do 7 stycznia 2019 pełnił role szefa zespołu Scuderia Ferrari.

## Życiorys
Maurizio Arrivabene był menedżerem włoskiego oddziału Marlboro dla regionu Europy. Od 2006 roku był także wiceprezesem działu do spraw globalnej komunikacji przedsiębiorstwa Philip Morris International i promocji Marlboro. W 2011 roku został wiceprezydentem kanału strategii konsumenta i marketingu wydarzeń. Był także członkiem Formula One Commission. W latach 2011–2012 był członkiem Program Advisory Team w Sport Business Academy. W 2012 roku został członkiem zarządu Juventus F.C.. W 2014 roku zastępując Marco Mattiacci został szefem zespołu Scuderia Ferrari, po 4 latach został odwołany ze stanowiska, natychmiastowo zastąpiony przez Mattia Binotto dotychczasowego dyrektora technicznego zespołu.
W 2020 w czasie światowej pandemii COVID-19 został wolontariuszem i zatrudnił się jako kierowca karetki przeznaczonej do transportu zakażonych.
Obecnie Arrivabene jest dyrektorem zarządzającym Juventusu.